# Fotogalerie Spectrum
Die Photogalerie Spectrum oder Fotogalerie Spectrum und Fotogalerie Spektrum sowie Spectrum-Photogalerie wurde 1972 in Hannover gegründet und war eine der ersten Fotogalerien in Europa. Die nicht kommerziell ausgerichtete und durch ehrenamtliches Engagement geführte Galerie konnte in zwei Jahrzehnten zahlreiche Ausstellungen organisieren und beispielsweise Fotografien von Hein Gorny, Heinrich Riebesehl, Robert Capa, Andreas Feininger, Michael Schmidt und Raoul Hausmann zeigen.
Gemeinsam mit Joachim Giesel, Peter Gauditz, Heinrich Riebesehl und einer Gruppe anderer Berufsfotografen war die Pressefotografin und Autorin Karin Blüher eine der Mitbegründerinnen der Spectrum Photogalerie, die 1979 in das neu eröffnete Sprengel-Museum integriert wurde und dort den Grundstock der Sammlung von Fotografie und Medien bildete.
Die Spectrum-Photogalerie wurde bis 1991 betrieben und anschließend vom Sprengel Museum Hannover übernommen, das 1994 im eigenen Hause ausgewählte Fotografien in einem Rückblick ausstellte.
Seit 1994 knüpft die Stiftung Niedersachsen gemeinsam mit dem Sprengel Museum Hannover an die Geschichte der Photogalerie Spectrum an durch die Vergabe der mit 15.000 Euro dotierten Auszeichnung SPECTRUM Internationaler Preis für Fotografie.

## Publikationen (Auswahl)
- Bernhard Holeczek (zusammen mit Christiane Hinze und Heinrich Riebesehl): UMBO Photographien 1925–1933. Spectrum Photogalerie im Kunstmuseum Hannover mit Sammlung Sprengel, Hannover 1979. (Ausstellungskatalog Hannover 1979)
- Michael Schmidt. Bilder 1979–1986, Begleitschrift zur Ausstellung vom 9. Dezember 1987 bis 17. Januar 1988 der  Spectrum Photogalerie im Sprengel Museum Hannover, Hannover: Spectrum Photogalerie im Sprengel Museum, [1987?], ISBN 978-3-89169-039-0 und ISBN 3-89169-039-8
- Photogramme. Raoul Hausmann ..., Katalog zur Ausstellung vom 27. Januar bis 3. April 1988 der Spectrum Photogalerie im Sprengel Museum Hannover, Hannover: Sprengel-Museum, 1988, ISBN 978-3-89169-040-6 und ISBN 3-89169-040-1